# 小行星4689
小行星4689（4689 Donn）是一颗绕太阳运转的小行星，为主小行星带小行星。该小行星于1980年12月30日发现。

## 轨道参数
小行星4689的轨道半长轴为2.2864444 UA，离心率为0.073。